# Umdut al-Umara
Amir ul-Hind Wala Jah Umdut al-Umara Najim ul-Mulk Azad ud-Daula Nawab Ghulam Husain Ali Khan Bahadur Mansur Jang Sipah-Salar [Nawab Marhum], subadar del Carnàtic (nawab d'Arcot o del Carnàtic). Va néixer el 8 de gener de 1748 amb el nom de Sahibzada Abdul Wali Khan.
Era un dels fills de Wala Jah Muhammad Ali al que va succeir a la seva mort el 13 d'octubre de 1795. Havia exercit el càrrecs de governador de Nattharnagar (1759-1760) i d'Arcot (1760). L'emperador Shah Alam II li va donar el títol de Umdut o Umdat al-Umara, a petició de Lord Robert Clive, el 12 d'agost de 1765. Fou coronat el 16 d'octubre de 1795.
Va morir al Palau Chepauk de Madras el 15 de juliol de 1801 i fou enterrat a Trichinopoly. El va succeir el seu nebot Azim al-Dawla (fill d'un germà).